# Michel Sanchez
Michel Sanchez (Somain, 1 de julio de 1957) es un músico francés. Pasó gran parte de su juventud dedicado al estudio de la música (piano, percusión, órgano clásico...). Es el cofundador de la banda Deep Forest. Ganó un Premio Grammy en 1995 y un Premio Mundial al mejor álbum de músicas del mundo.
A principios de la década de los 90, la mezcla del sintetizador de Sanchez con el canto tradicional de las Islas Salomón fue el punto de partida de Deep Forest.

## Discografía

### Como miembro de Deep Forest
- 1992 – Deep Forest (más de 3 millones de álbumes vendidos)
- 1994 – World Mix (reedición del álbum de 1992)
- 1995 – Boheme (más de 4 millones de álbumes vendidos)
- 1998 – Comparsa (más de 1 millón de álbumes vendidos)
- 1999 – Made in Japan (álbum en directo, 150.000 copias vendidas)
- 2000 – Pacifique (banda sonora)
- 2002 – Music Detected
- 2003 – Essence of Deep Forest (recopilatorio, editado sólo en Japón)
- 2004 – Essence of the Forest (recopilatorio, con tres ediciones diferentes)
- 2004 – Kusa no Ran (banda sonora, editado sólo en Japón)

### Álbumes en solitario
- 1994 Windows
- 1996 Welenga (con Wes Madiko)
- 2000 Hieroglyphes
- 2008 The Touch
- 2008 The Day of a Paper Bird